# Abisko
Abisko este o arie protejată (arie specială de conservare — SAC, sit de importanță comunitară — SCI) din Suedia întinsă pe o suprafață de 7.720,5 ha, integral pe uscat.

## Localizare
Centrul sitului Abisko este situat la coordonatele 68°19′27″N 18°40′51″E / 68.3243°N 18.6807°E.

## Înființare
Situl Abisko a fost declarat sit de importanță comunitară în decembrie 1995 pentru a proteja 4 specii de plante și 8 specii de animale. Situl a fost protejat și ca arie specială de conservare în decembrie 2009.

## Biodiversitate
Situată în ecoregiunea alpină, aria protejată conține 18 habitate naturale: Ape puternic oligomezotrofe cu vegetație bentonică cu Chara spp., Tufărișuri subarctice cu Salix spp., Taiga vestică, Pante stâncoase calcaroase cu vegetație casmofită, Grohotișuri calcaroase și de șisturi calcaroase de la nivelul montan până la nivelul alpin (Thlaspietea rotundifolii), Turbării Palsa, Mlaștini alcaline, Păduri nordice subalpine/subarctice cu Betula pubescens ssp. czerepanovii, Pajiști alpine și boreale, Pajiști boreale și alpine pe substrat silicios, Râuri de munte și vegetația erbacee de pe malurile acestora, Mlaștini turboase de tranziție și turbării mișcătoare, Pajiști alpine și subalpine calcaroase, Peșteri inaccesibile publicului, Liziere de ierburi înalte hidrofile de câmpie și de nivel montan până la alpin, Formațiuni pioniere alpine de Caricion bicoloris-atrofuscae, Grohotișuri silicioase de la nivelul montan până la nivelul zăpezii (Androsacetalia alpinae și Galeopsietalia ladani), Pante stâncoase silicioase cu vegetație casmofită.
La baza desemnării sitului se află mai multe specii protejate:
- plante (4): Orthothecium lapponicum, Papaver radicatum subsp. hyperboreum, Silene furcata subsp. angustiflora, Viola rupestris subsp. relicta
- mamifere (3): gluton (Gulo gulo), vidră de râu (Lutra lutra), râs eurasiatic (Lynx lynx)
- nevertebrate (5): Agriades glandon aquilo, Clossiana improba, Hesperia comma catena, Vertigo genesii, Vertigo geyeri